# سیوری (بازیکن فوتبال)
سیوری (انگلیسی: Sívori؛ زادهٔ ۱۴ سپتامبر ۱۹۷۶) بازیکن فوتبال اهل اسپانیا است.
از باشگاه‌هایی که در آن بازی کرده‌است می‌توان به باشگاه فوتبال اتلتیک بیلبائو اشاره کرد.